# All I Desire
All I Desire is een Amerikaanse dramafilm uit 1953 onder regie van Douglas Sirk. De film werd destijds in Nederland uitgebracht onder de titel Het eeuwige verlangen.

## Verhaal
Een moeder verlaat haar man en kinderen voor een carrière als artieste. Jaren later zendt een van haar dochters haar een ontroerende brief. Ze keert terug, maar ze krijgt thuis geen warm onthaal. Als ze het schooltoneelstuk van haar dochter bijwoont, trekt ze veel aandacht. Dat doet haar verlangen naar het succes van weleer.

## Rolverdeling
| Acteur             | Personage         |
| ------------------ | ----------------- |
| Barbara Stanwyck   | Naomi Murdoch     |
| Richard Carlson    | Henry Murdoch     |
| Lyle Bettger       | Dutch Heinemann   |
| Marcia Henderson   | Joyce Murdoch     |
| Lori Nelson        | Lily Murdoch      |
| Maureen O'Sullivan | Sara Harper       |
| Richard Long       | Russ Underwood    |
| Billy Gray         | Ted Murdoch       |
| Lotte Stein        | Lena Engstrom     |
| Dayton Lummis      | Kolonel Underwood |
| Fred Nurney        | Peterson          |